# Falsomesosella annamensis
Falsomesosella annamensis là một loài bọ cánh cứng trong họ Cerambycidae.